# زيور أوزدمير
زيوَر أوزدَمير (بالتركية: Ziver Özdemir)‏, (ولد: 5 أبريل 1965, «قشلاق» من أنحاء قضاء «كفر الجوز» في باطمان، تركيا) سياسي تركي. ونائب سابق في البرلمان التركي لأكثر من دورة ممثلا عن حزب العدالة والتنمية.